# Hannah Forster
Hannah J. Forster (nascida no final dos anos 50) é uma activista dos direitos humanos na Gâmbia.

## Vida
Depois de trabalhar num escritório por um curto período de tempo, ela trabalhou para a Biblioteca Nacional da Gâmbia. Ela então formou-se na Universidade do Gana com uma qualificação em biblioteconomia e, em seguida, formou-se na Loughborough University, na Grã-Bretanha, com um diploma de bacharel em biblioteconomia e ciência da informação. Na Scuola Superiore Sant'Anna, fez mestrado em Direitos Humanos e Gestão de Conflitos.
Por volta de 1990, ela trabalhou no Centro Africano para Estudos de Democracia e Direitos Humanos (ACDHRS). Após a morte repentina de Zoe Tembo, ela foi em Março de 2001 nomeada diretora do instituto. Ela era a funcionária com mais tempo de serviço na época da nomeação.
Além do seu trabalho no ACDHRS, ela está envolvida em várias outras organizações. Desde 2006, ela foi Presidente do Fórum da Democracia Africana e é membro do Comitê Diretor do Movimento Mundial pela Democracia e membro do Conselho para uma Comunidade de Democracias e Solidariedade pelos Direitos das Mulheres Africanas (SOAWR). De 1992 a 2009 foi consultora de Sistemas de Informação e Documentação de Direitos Humanos (HURIDOCS).  De 2004 a 2010, ela também ministrou cursos no Centro de Direitos Humanos da Universidade de Pretória.
Em 2007, ela recebeu o Prémio Internacional às Mulheres de Coragem do Departamento de Estado dos EUA, concedido a ela pelo Embaixador dos Estados Unidos na Gâmbia, Joseph D. Stafford.